# 耶律國留
耶律国留（?—?），遼朝（契丹）詩人。仲父房耶律释魯後裔。
耶律国留善于詩文，被辽圣宗重用。妻弟之妻阿古与奴隷私通，发觉后逃亡女直。耶律国留追到他们，殺奴隷，阿古自杀。阿古之母被睿智太后萧绰重用，向太后喊冤，太后要处死耶律国留。辽圣宗知道救不下耶律国留，派人与他诀别，問他後事。耶律国留拜謝「陛下悯臣无辜，恩漏九泉，死且不朽」。处死後，当時的人多认为他有冤。他在獄中写下《兔賦》《寤寐歌》被世人所称道。他的哥哥耶律學古、耶律烏不呂，弟弟耶律資忠、耶律昭。